# Campeonato Uruguaio de Futebol de 1944
O Campeonato Uruguaio de Futebol de 1944 foi a 13ª edição da era profissional do Campeonato Uruguaio. O torneio consistiu em uma competição com dois turnos, no sistema de todos contra todos. Como Peñarol e Nacional empataram em número de pontos, disputaram uma final para decidir quem venceria o campeonato. Já que no primeiro jogo o resultado foi de empate em 0 a 0, houve a necessidade de se jogar uma segunda partida, onde o Peñarol venceu seu maior rival por 3 a 2 e se sagrou campeão uruguaio de 1944.

## Classificação[2]
| Pos | Equipe               | Pts | J  | V  | E | D  | GP | GC | SG  |
| --- | -------------------- | --- | -- | -- | - | -- | -- | -- | --- |
| 1°  | Peñarol              | 27  | 18 | 12 | 3 | 3  | 41 | 21 | 20  |
| 2°  | Nacional             | 27  | 18 | 12 | 3 | 3  | 48 | 21 | 27  |
| 3°  | Defensor             | 25  | 18 | 10 | 5 | 3  | 43 | 27 | 16  |
| 4°  | Montevideo Wanderers | 19  | 18 | 7  | 5 | 6  | 32 | 31 | 1   |
| 5°  | Central              | 17  | 18 | 7  | 3 | 8  | 35 | 34 | 1   |
| 6°  | Sud América          | 14  | 18 | 5  | 4 | 9  | 24 | 37 | -13 |
| 7°  | Liverpool            | 13  | 18 | 5  | 3 | 10 | 22 | 30 | -8  |
| 8°  | River Plate          | 13  | 18 | 6  | 1 | 11 | 29 | 43 | -14 |
| 9°  | Miramar              | 13  | 18 | 4  | 5 | 9  | 23 | 37 | -14 |
| 10° | Racing               | 12  | 18 | 5  | 2 | 11 | 27 | 43 | -16 |

|  | Classificados à final.       |
|  | Rebaixado à Segunda Divisão. |

Promovido para a próxima temporada: Rampla Juniors.

## Final

### Primeiro desempate
| {{{data}}} | Nacional | 0 – 0                         | Peñarol | Estádio Centenário, Montevidéu            |
|            |          | data = 10 de dezembro de 1944 |         | Público: 55 000 Árbitro: Manuel Domínguez |

### Segundo desempate
| {{{data}}} | Peñarol                                                        | 3 – 2                         | Nacional              | Estádio Centenário, Montevidéu         |
|            | Luis Prais 37' · Obdulio Varela 59' (pen.) · Ernesto Vidal 68' | data = 17 de dezembro de 1944 | Atilio García 25' 28' | Público: 45 000 Árbitro: Genaro Cirilo |

| Campeonato Uruguaio de 1944  |
| ---------------------------- |
| Peñarol Campeão (17º título) |